# Rhododendron caucasicum-hybrider
Rhododendron caucasicum-hybrider er krydsninger i mellem Rhododendron caucasicum og andre rododendron arter og sorter.
Særligt dem som har bevaret artens lave tætte vægst. Det er alt så ikke nogen klart defineret gruppe af rododendron sorter.
- Rhododendron 'Cunningham's White'
- Rhododendron 'Jacksonii'
- Rhododendron 'Le Progres'
- Rhododendron 'Cosmopolitan'